# Lila béka
A lila béka (Nasikabatrachus sahyadrensis)  a kétéltűek (Amphibia) osztályába a békák (Anura) rendjébe és az  Nasikabatrachidae családjába tartozó Nasikabatrachus nem egyik faja.
Egyes rendszerek a Seychelle-szigeteki békafélék (Sooglossidae) közé sorolják. Igen ősi jellegű békaféle, élő kövület. A lila béka nem ugrik, hanem szalad és nem brekeg, hanem ugat.

## Előfordulása
India déli részén, a Nyugati-Ghátok hegyvidékén honos. Ősi, több millió éves faj, de csak 2003-ban fedezték fel.

## Megjelenése
Tudományos nevét érdekesen megnyúlt orráról kapta, nasika szanszkritül orrot jelent. Bőre színe liláskék.
A faj neve a Nyugati-Ghátok helyi nevéből, a Sahyadri-hegységből származik.

## Természetvédelmi helyzete
A vörös lista a veszélyeztetett fajok között tartja nyilván. Egyetlen védett területen sem figyelték még meg, így élőhelyének védelme sürgős prioritást érdemel.